# روابط خطرناک (فیلم ۲۰۱۲)
«روابط خطرناک» (انگلیسی: Dangerous Liaisons (2012 film)) فیلمی در ژانر است که در سال ۲۰۱۲ منتشر شد. از بازیگران آن می‌توان به جانگ تسییی و لیسا لو اشاره کرد.